# Пустыни Аравийского полуострова
Пустыни Аравийского полуострова (араб. ٱلصَّحْرَاء ٱلْعَرَبِيَّة) — комплекс пустынных регионов, расположенный на Аравийском полуострове. В англоязычной географии носит название Аравийская пустыня (англ. Arabian Desert).

## Описание

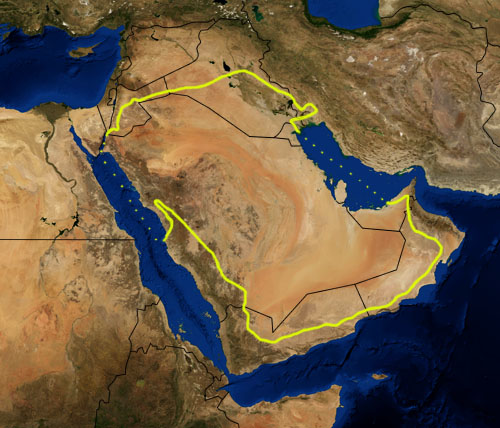
Граница пустыни (обведена жёлтым) по версии Всемирного фонда дикой природы. Границы государств указаны чёрным.

Пустыня по большей части находится в Саудовской Аравии, но также проникает на территорию Иордании, Ирака, Кувейта, Омана, Катара, ОАЭ и Йемена. Некоторые части пустыни имеют собственные имена: Руб-эль-Хали, Большой Нефуд, Дехна (Малый Нефуд), Нефуд-Дахи, Эль-Хаса, Вахиба, Джафура, Тихама. Вся пустыня занимает площадь около 2 300 000 км², что делает её второй по величине после Сахары.
Климатические условия пустыни суровы: очень небольшое количество атмосферных осадков, крайне высокие летние температуры днём (до 55°С) и возможность заморозков зимней ночью (до −12°С). По другим данным, максимальные температуры летом были зарегистрированы в Кувейте (53.9 °C, максимальная зарегистрированная ВМО температура для Азии) и Саудовской Аравии, Джидда (выше 52 °C).
Животный и растительный мир пустыни весьма скуден. Из крупных животных в ней обитают газели (в частности — джейраны), ориксы, барханные коты, шипохвосты. Практически полностью истреблены человеком обитавшие здесь полосатые гиены, шакалы и медоеды. Были обнаружены следы рек и озёр, существовавших на месте пустыни в древности, предположительно, несколько десятков тысячелетий назад здесь был лес. В пустыне разведаны крупные месторождения нефти, подземных вод, используемых для орошения, природного газа, фосфатов, меди, золота и других полезных ископаемых, главным образом в пределах Нубийско-Аравийского щита.